# Sriracha
Sriracha är en stark fermenterad chilisås, gjord på chilifrukter, vinäger, vitlök, socker och salt. Den är uppkallad efter kuststaden Si Racha i Thailand. 
En av de mest kända sorterna tillverkas av Huy Fong Foods, ett amerikanskt företag, och har en bild av en tupp på framsidan och en grön kork. Huy Fongs sriracha innehåller konserveringsmedlet natriumvätesulfit (E 222) och tål att stå framme. Äkta thailändsk sriracha innehåller däremot inga konserveringsmedel och bör stå kallt efter öppnande.
I Thailand används såsen framförallt som dippsås till skaldjur (vanligtvis musslor).